# فايت هانجر

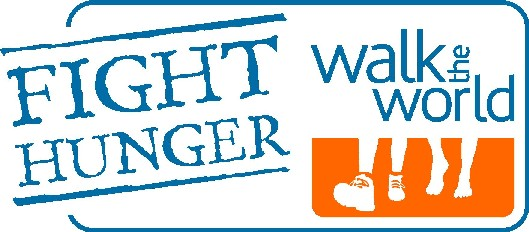

فايت هانجر "Fight Hunger" هي مبادرة تهدف إلى القضاء على جوع الأطفال بحلول عام 2015 ومقرها روما، إيطاليا. المبادرة ينظمها برنامج الغذاء العالمي وشركائه. حاربوا الجوع مرتبطه بشكل وثيق بالأهداف الإنمائية للألفية للأمم المتحدة (إستُبدلت منذ العام 2015 بأهداف التنمية المستدامة)، وبالأخص الهدف رقم 1: تخفيض نسبة السكان الذين يعانون من الفقر والجوع بحلول عام 2015. وقد كان عدد الجوعى حول العالم بين عامي 2010 و2012 حوالي 870 مليون نسمة ومعظمهم من الأطفال. تقول المبادرة أيضًا أن كل مرة يتم الضغط على رابط (نقرة لإطعام طفل) "Click to Feed a Child"، يقوم الرعاة بالتبرع بـ 0.19 دولار أمريكي لبرنامج الغذاء العالمي، وإمداد طفل بوجبة واحدة لقاء كل تبرع. من أبرز الأحداث التي تنظمها المبادرة «امشوا حول العالم» (Walk the World)، وهو يوم عالمي لتأييد المبادرة وتمويلها. في يوم 21 مايو 2006، قام أكثر من 760 ألف شخص بالمشي في 420 موقع في 118 دولة حول العالم للمناداة بإنهاء جوع الأطفال. وقد تم تنظيم هذا الحدث لأول مرة عام 2003.